# زوندا أبتاليون
زوندا أبتاليون أو Sonderabteilung ( بالإنجليزية: Special Unit; وحدة خاصة) هي كلمة ألمانية غالبًا ما تستخدم للإشارة إلى بعض التشكيلات العسكرية الألمانية الخاصة خلال الحرب العالمية الثانية. كان هذا المصطلح مشابهًا للمفرزة أو الكتيبة.
تم إنشاء العديد من التشكيلات كوحدات عسكرية جزائية مكونة من قوات شوتزشتافل مشينة ومجرمين مدانين بارتكاب جرائم صغيرة.

## قائمة سوندرباتيلونجين (غير مكتملة)
- Sonderabteilung Altreich
- Sonderabteilung Hela
- زوندا أبتاليون لولا
- Sonderabteilung Nachlässe
- Sonderabteilung Reinhardt
- Sonderabteilung Stralsund
- Sonderabteilung U